# Bukwica (Basse-Silésie)
Pour les articles homonymes, voir Bukwica.
Bukwica est une localité polonaise de la gmina de Żukowice, située dans le powiat de Głogów en voïvodie de Basse-Silésie.